# Sofía Amalia Moth
Sofía Amalia Moth (28 de marzo de 1654 - 17 de enero de 1719) fue la amante del rey Cristián V de Dinamarca, siendo la primera en ser reconocida oficialmente como tal. De esta relación se origina la Casa de Danneskiold-Samsøe.

## Vida
Fue la hija de Poul Moth y su esposa Ida Dorotea Bureneus, su familia tenía cierta posición ya que su padre era el médico del rey Federico III de Dinamarca, por lo tanto ella y sus hermanos crecieron en la corte danesa, siendo educados por institutrices.
Cuando solo tenía 16 años, captó la atención del recién coronado Cristián V, y pronto se convirtió en su amante, a instancias de su madre. La relación que inicialmente fue discreta pronto se hizo conocida en los círculos de la corte, pero por el momento no salió mucho a la luz; vivió durante un tiempo con una hermana que estaba casada con el comisario de provisiones Nicolás Bennich. Ella y el rey tuvieron cinco hijos:
- Cristiana Gyldenløve (1672 - 1689), se casó en 1686 con el Conde Federico Ahlefeldt (1662-1708), murió joven.
- Christian Gyldenløve (1674 - 1703). Mariscal de Campo. Se casó en 1696 con la condesa Carlota Amalia Danneskiold-Laurvig. Tuvieron dos hijas. Viudo, nuevamente se casó en 1701 con Dorotea Krag. Tuvieron dos hijos.
- Sofía Cristiana Gyldenløve (1675 - 1684), murió en la adolescencia.
- Ana Cristiana Gyldenløve (1676 - 1689), murió en la infancia.
- Ulrik Christian Gyldenløve (1678 - 1719). Almirante. Casado en 1708 con Carlota Amalia Krabbe, sin descendencia.

No sería hasta 1677 que su posición como amante fue oficialmente reconocida por el rey, le entregó la isla de Samsø y el 31 de diciembre la elevó a condesa de Samsøe, presentándola oficialmente en la corte; en una carta abierta del 1 de enero de 1679, el rey también declaró que tenía hijos con ella, legitimandolos y dándoles el sobrenombre de Gyldenløve, siendo también presentados en la corte en 1685. Ella parece haber sido bastante insignificante y parece no haber tenido influencia política alguna. Se limitó, por lo que se puede apreciar, a obtener diversos favores personales para su familia inmediata. También tuvo un gran respeto por la esposa y la reina consorte, Carlota Amalia de Hesse-Kassel, evitando enfrentarse a ella.
Después de la muerte de Niels Juel en 1697, el rey dispuso que ella se hiciera cargo de su mansión, hoy conocida como el Palacio Thott en honor a un propietario posterior y que alberga la Embajada de Francia en Copenhague.
Después de la muerte del rey en 1699, Sofía Amalia se retiró de la corte y vivió una vida muy aislada aunque tranquila en la mansión Jomfruens Egede en el sur de Zelanda, aunque supuestamente llena de un profundo remordimiento por su vida anterior. Casi un año después de su muerte en 1719, su hijo menor Ulrico murió.